# Võros
Võros (võrokõsõq) són una minoria lingüística autòctona del sud-est d'Estònia. La majoria de parlants de võro són de nacionalitat estoniana. El võro pertany a la branca bàltica de les llengües uralianes, com el finès i l'estonià. El võro és considerat una llengua regional d'Estònia (reclamen major reconeixement).
Aproximadament hi ha 70,000 võros arreu del món. Tanmateix, el gruix dels parlants de võro es troba a la regió històrica de Võro (Võromaa), al sud-est d'Estònia, les fronteres del qual foren delimitades entre 1783 i 1920.

La llengua võro és parlada a les vuit parròquies del Võromaa històrica: Karula, Harglõ, Urvastõ, Rõugõ, Kanepi, Põlva, Räpinä i Vahtsõliina. Aquestes parròquies són centrades als comtats de Võru i Põlva amb algunes parts dels comtats de Valga i Tartu.

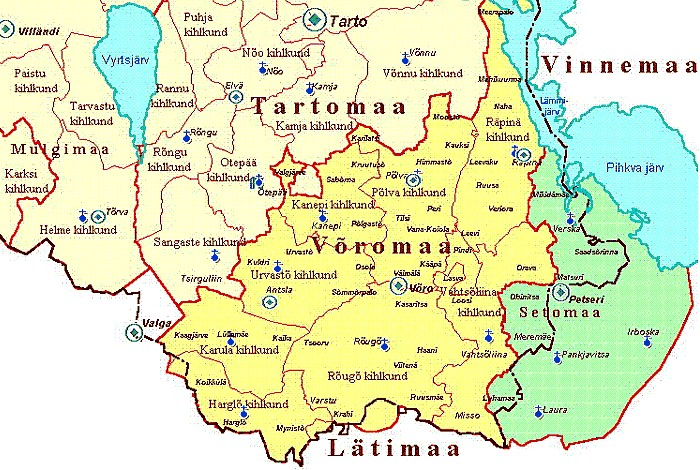
Territori dels Võros

La llengua võro fou parlada antigament més al sud i est de la històrica Võromaa a les actuals Letònia i Rússia. Avui, molts parlants de võro també viuen a Tallinn, Tartu i la resta d'Estònia.